# DISC性格测试
DISC性格测试是一種情绪和行为自我评估工具，這一評估工具是基于心理学家威廉·莫尔顿·马斯顿1928年提出的DISC理論而形成。第一个基于威廉·莫尔顿·马斯顿DISC理论的自我评估測試是由心理学家 Walter Clarke于1956年提出。DISC性格测试的目的是盡可能的预测出員工的工作表现，企業在面試時會用到這個評估工具。然而實際上這種評估工具並不能準確預測出員工表現，而且也沒有任何科學證據能證明它的有效性。